# Dan Grigore
Dan Grigore (6 de agosto de 1943) es un pianista clásico rumano. Es considerado uno de los mejores pianistas del siglo XX, así como uno de los cuatro mejores pianistas rumanos (junto con Clara Haskil, Dinu Lipatti y Radu Lupu).

## Primeros años
Dan Grigore nació en 1943 en Bucarest, Rumanía. Su padre, Nicolae Grigore, fue piloto de combate en las Fuerzas Armadas Rumanas y es considerado un héroe en la Segunda Guerra Mundial (siendo posteriormente ascendido al rango de general). De hecho, una calle de Bucarest recibe su nombre. Su madre, Polixenia (nacida Cosîmbescu), fue ama de casa. 
Grigore comenzó a estudiar música con su madre, que había estudiado violín en su juventud. Cuando tenía tres años, empezó a interpretar sus propias composiciones. En 1949, a la edad de seis años, empezó a dar clases con Eugenia Ionescu, una profesora famosa que había estudiado en Leipzig con Robert Teichmüller y Max Reger. Pronto se dio cuenta de que Grigore tenía oído absoluto. Eugenia Ionescu también organizaba noches musicales en su casa, invitando a famosos pianistas y profesores para que le escuchasen (encontramos figuras como Florica Musicescu, Cella Delavrancea, Constanța Erbiceanu, Muza Ciomac, Silvia Șerbescu, Nadia Chebap, y Madeleine Cocorăscu ). Pronto quedó claro que Grigore era un niño prodigio. Durante estas noches musicales Grigore fue descubierto por el famoso compositor y profesor Mihail Jora , miembro de la Academia Rumana, amigo íntimo de George Enescu y profesor de Dinu Lipatti.
Alrededor de 1955, la familia de Grigore pasaba por dificultades económicas a causa de la ocupación soviética de Rumanía (23 de agosto de 1944). Después de la llegada al poder del Partido Comunista Rumano  (por fraude en las elecciones generales de 1946) y la abdicación forzada del rey Miguel I de Rumanía, al padre de Grigore le habían retirado sus condecoraciones militares y había sido retirado del servicio militar debido a la gran purga comunista de 1950. Además, el abuelo materno de Grigore había sido enviado a prisión y había perdido su pensión por enviar una carta a la Embajada Americana en la que describía los abusos del régimen comunista. Dado los sufrimientos de la familia y el talento inusual del niño, Mihail Jorá -aunque estaba en una situación económica parecida por las mismas razones políticas- se ofreció a dar a Grigore clases privadas sin coste, haciéndolo durante siete años (entre 1955 y 1962). Jorá sentía admiración por su joven estudiante. En una referencia mandada al Ministerio de cultura declaró: "Dam Grigore tiene un talento excepcional que no tiene comparación con los llamados 'grandes talentos rumanos' ".  Esto resultó en una beca especial otorgada por la Asociación Rumana de Compositores. 
En 1957, cuando tenía catorce años, Grigore hizo su primera aparición en el escenario con tres obras inéditas de George Enescu descubiertas recientemente (Coral, Burlesque y el Carrillon nocturno, que pertenece a la Suite para piano n.º 3 Pièces impromptues, Op.18) 
Entre 1958 y 1962, Dan Grigore también estudió con el famoso profesor Florica Musicescu, que también fue profesor de Dinu Lipatti. Durante este tiempo, recibió una beca por parte de la viuda de George Enescu, la princesa Maria Cantacuzino, quien le concedió el uso del piano del compositor durante cinco años.

## Educación y carrera
En 1962, recomendado por sus dos maestros, Florica Musicescu y Mihail Jora, a Grigore se le concedió una beca de cinco años en el Conservatorio de San Petersburgo (con la profesora Tatiana Kravchenko). El acercamiento a la muísica, literatura y sociedad rusa fue crucial para el joven artista. Durante este tiempo, acudió a ver las actuaciones de Sviatoslav Richter, Aldo Ciccolini, y Arturo Benedetti Michelangeli. No obstante, el choque de personalidad con Kravchenko (pese a ser un estudiante excelente) junto a sus pobres condiciones de vida en las instalaciones para estudiantes de la Unión Soviética (frío extremo, falta de agua caliente, comida pobre, enfermedades y la falta de acceso a un piano) al final hicieron que dejase esa beca de cinco años tras completar solo dos años de la misma en 1964. Recibió entonces una beca completa y fue transferido (como estudiante de tercer año) al Conservatorio de Bucarest, donde se graduó como primero de su clase en 1967.
En 1968, la famosa profesora y directora Nadia Boulanger ofreció a Grigore una beca completa en el Conservatorio americano en Fontainebleau, donde se rechazaba el régimen comunista rumano. En 1969, Jorá ganó el premio Herder y nominó a Grigore para la beca Herder de un año en la Academia de música de Viena (bajo la supervisión del profesor Richard Hauser). Hauser estaba tan impresionado por el joven pianista que en 1970 intentó extender la beca de Grigore por un año más. Este proyecto nunca se llevó a cabo debido a la muerte de Hauser.

## Grabaciones destacadas
- 1987 - Schumann, Concierto de Piano en La menor, con Emil Simon y la Orquesta Filarmónica Estatal de Transilvania de Cluj-Napoca
- 1987 - Beethoven, Concierto del Piano n.º 5 , con Emil Simon y la Orquesta Filarmónica Estatal de Transilvania de Cluj-Napoca.
- 1987 - Grieg, Concierto de Piano en La menor, con Emil Simon y  la Orquesta Filarmónica Estatal de Transilvania de Cluj-Napoca.
- 1987 - Tchaikovsky, Concierto del Piano n.º 1, con Cristian Mandeal y la Orquesta Filarmónica Estatal de Transilvania de Cluj-Napoca.
- ???? - Brahms, Concierto del Piano n.º 1, con Mihai Brediceanu y la filarmónica "George Enescu".

## Honores
- Caballero de la Orden de Artes y Letras, Francia (1999).
- Cruz magnífica de la Orden Nacional de Servicio Fiel, Rumanía (2000).
- Doctor Honoris Causa, George Enescu Universidad Nacional de Artes, Iași, Rumanía (2005).
- Cruz magnífica de la Orden Nacional de la Estrella de Rumanía, Rumanía (2007).
- Decoración real de la Cruz del rumano Casa Real, Rumanía (2008).
- Decoración real de Nihil Sine Deo, Rumanía (2013).
- Pianista de la Casa Real de Rumanía, Rumanía (2013).